# Các khu rừng sồi nguyên sinh trên dãy Carpath và các khu vực khác của châu Âu
Các khu rừng sồi nguyên sinh trên dãy Carpath và các khu vực khác của châu Âu là khu vực thiên nhiên phức tạp trải dài qua 17 quốc gia của châu Âu. Trong đó, các khu rừng sồi nguyên sinh trên dãy Carpath bao gồm các khu vực rừng trên 10 dãy núi riêng biệt nằm dọc theo trục dài 185 km từ dãy núi Rakhiv và Chornohora ở Ukraina, chạy qua dãy Poloniny, đến dãy núi Vihorlat ở Slovakia. Các khu rừng sồi cổ ở Đức bao gồm 5 địa điểm khác nhau tại Đức.
Các khu rừng trên dãy Carpath có tổng diện tích 77.971,6 ha (192.672 mẫu Anh), trong đó chỉ có 29.283,9 ha (72.350 mẫu Anh) diện tích là nằm trong khu vực bảo tồn thực tế, trong khi phần còn lại được coi là vùng đệm. Khu vực này bao gồm các khu rừng tại tỉnh Zakarpattia (Ukraina) và Prešov. Hơn 70% diện tích nằm ở Ukraina, bao gồm hai vườn quốc gia, khu dự trữ sinh quyển và một vài khu vực được kiểm soát sinh cảnh (chủ yếu ở Slovakia). Cả hai vườn quốc gia, cùng với một khu vực láng giềng ở Ba Lan, là một phần của Khu dự trữ sinh quyển Đông Carpath.
Di sản ban đầu có diện tích 29.278 ha Các khu rừng nguyên sinh trên dãy Carpath của Slovakia và Ukraina được ghi vào danh sách di sản thế giới vào năm 2007 sau đó là mở rộng thêm các khu rừng sồi cổ tại Đức vào năm 2011 với tên gọi là Các khu rừng nguyên sinh trên dãy Karpat và các khu rừng sồi cổ của Đức. Đến năm 2017, di sản này đã mở rộng thêm tại 9 quốc gia khác là Albania, Áo, Bỉ, Bulgaria, Croatia, Ý, Rumani, Slovenia và Tây Ban Nha để trở thành Di sản nằm tại nhiều quốc gia nhất châu Âu. Năm 2021, di sản này tiếp tục được mở rộng thêm tại 5 quốc gia khác là Ba Lan, Bắc Macedonia, Thụy Sĩ, Bosna và Hercegovina, Pháp
Đây là ví dụ điển hình về sự tiến hóa sinh học và sự đa dạng sinh thái cạn của hệ thực vật hạt kín, sự phát triển của sồi ở bán cầu Bắc trong các môi trường khác nhau. Các khu rừng này nguyên sinh, chưa bị tác động bởi con người, đã cung cấp bằng chứng tiến hóa của các cây chi Fagus họ Dẻ, phân bố rộng rãi ở Bắc bán cầu trong các môi trường từ thấp lên cao (ven biển đến núi cao). Đây là một trong những ví dụ điển hình về quần thể sinh vật ôn đới, hình thái sinh vật cạn phát triển từ cuối thời kỳ băng hà vẫn còn tiếp diễn.

## Danh sách
Dưới đây là danh sách các khu vực bảo vệ, một phần của Di sản Các khu rừng sồi nguyên sinh trên dãy Carpath và các khu vực khác của châu Âu.
Dưới đây là các khu vực:

### Đức
Tại Đức bao gồm 4 vườn quốc gia và 1 khu bảo tồn thiên nhiên:
- Vườn quốc gia Jasmund 54°32′53″B 13°38′43″Đ / 54,54806°B 13,64528°Đ
- Vườn quốc gia Hainich 51°4′43″B 10°26′8″Đ / 51,07861°B 10,43556°Đ
- Vườn quốc gia Kellerwald-Edersee 51°8′43″B 8°58′25″Đ / 51,14528°B 8,97361°Đ
- Serrahn thuộc Vườn quốc gia Müritz 53°20′24″B 13°11′52″Đ / 53,34°B 13,19778°Đ
- Khu bảo tồn thiên nhiên Rừng Grumsiner 52°59′11″B 13°53′44″Đ / 52,98639°B 13,89556°Đ

### Slovakia
- Stužnica – Dãy núi Bukovec thuộc Vườn quốc gia Poloniny 49°5′10″B 22°32′10″Đ / 49,08611°B 22,53611°Đ
- Khu bảo tồn Prešov
  - Rožok 48°58′30″B 22°28′0″Đ / 48,975°B 22,46667°Đ
  - Vihorlat 48°55′45″B 22°11′23″Đ / 48,92917°B 22,18972°Đ
  - Havešová 49°0′35″B 22°20′20″Đ / 49,00972°B 22,33889°Đ

### Ukraina
Trong số các khu vực của Ukraina, chỉ có một vài nơi là có thể cho du khách ghé thăm, còn lại chúng đều là các khu vực bảo vệ nghiêm ngặt
- Khu dự trữ sinh quyển Đông Carpath
  - Chornohora 48°8′25″B 24°23′35″Đ / 48,14028°B 24,39306°Đ
  - Svydovets 48°11′21″B 24°13′37″Đ / 48,18917°B 24,22694°Đ
  - Maramoros 47°56′12″B 24°19′35″Đ / 47,93667°B 24,32639°Đ
  - Kuziy-Trybushany 47°56′21″B 24°8′26″Đ / 47,93917°B 24,14056°Đ
  - Uholka–Shyrikyi Luh 48°18′22″B 23°41′46″Đ / 48,30611°B 23,69611°Đ
  - Stuzhytsia–Uzhok thuộc Công viên tự nhiên quốc gia Uzhanian 49°4′14″B 22°3′1″Đ / 49,07056°B 22,05028°Đ
- Khu bảo tồn thiên nhiên Gorgany 48°28′19″B 24°17′58″Đ / 48,47194°B 24,29944°Đ
- Khu dự trữ sinh quyển Roztochya 49°57′44″B 23°38′58″Đ / 49,96222°B 23,64944°Đ
- Satanіvska Dacha thuộc Công viên tự nhiên quốc gia Podilski Tovtry 49°10′26″B 26°14′56″Đ / 49,17389°B 26,24889°Đ
- Công viên tự nhiên quốc gia Synevir
  - Darvaika 48°29′14″B 23°44′56″Đ / 48,48722°B 23,74889°Đ
  - Kvasovets 48°23′6″B 23°42′46″Đ / 48,385°B 23,71278°Đ
  - Strymba 48°27′11″B 23°47′48″Đ / 48,45306°B 23,79667°Đ
  - Vilshany 48°21′20″B 23°39′36″Đ / 48,35556°B 23,66°Đ
- Công viên tự nhiên quốc gia Zacharovany Krai
  - Irshavka 48°27′9″B 23°5′23″Đ / 48,4525°B 23,08972°Đ
  - Velykyi Dil 48°25′21″B 23°9′42″Đ / 48,4225°B 23,16167°Đ

### Bulgaria
- Vườn quốc gia Trung Balkan
  - Khu bảo tồn Boatin 42°48′10″B 24°16′9″Đ / 42,80278°B 24,26917°Đ
  - Khu bảo tồn Tsarichina 42°46′32″B 24°24′18″Đ / 42,77556°B 24,405°Đ
  - Khu bảo tồn Kozya stena 42°47′47″B 24°31′29″Đ / 42,79639°B 24,52472°Đ
  - Khu bảo tồn Steneto 42°44′43″B 24°42′26″Đ / 42,74528°B 24,70722°Đ
  - Khu bảo tồn Stara reka 42°42′11″B 24°49′8″Đ / 42,70306°B 24,81889°Đ
  - Khu bảo tồn Dzhendema 42°41′44″B 24°58′23″Đ / 42,69556°B 24,97306°Đ
  - Khu bảo tồn Severen Dzhendem 42°44′44″B 24°56′5″Đ / 42,74556°B 24,93472°Đ
  - Khu bảo tồn Peeshti skali 42°45′54″B 25°4′29″Đ / 42,765°B 25,07472°Đ
  - Khu bảo tồn Sokolna 42°41′52″B 25°8′18″Đ / 42,69778°B 25,13833°Đ

### Albania
- Khu vực sông Gashi thuộc Vườn quốc gia Thung lũng Valbonë 42°28′53″B 20°3′26″Đ / 42,48139°B 20,05722°Đ
- Rrajcë thuộc Vườn quốc gia Shebenik-Jabllanicë 41°12′11″B 20°30′2″Đ / 41,20306°B 20,50056°Đ

### Áo
- Rừng Dürrenstein thuộc dãy Dürrenstein 47°46′12″B 15°2′51″Đ / 47,77°B 15,0475°Đ
- Vườn quốc gia Kalkalpen
- Kalkalpen-Hintergebirg 47°44′58″B 14°28′56″Đ / 47,74944°B 14,48222°Đ
- Kalkalpen-Bodinggraben 47°47′14″B 14°21′12″Đ / 47,78722°B 14,35333°Đ
- Kalkalpen-Urlach 47°48′15″B 14°14′22″Đ / 47,80417°B 14,23944°Đ
- Kalkalpen-Wilder Graben 47°49′59″B 14°26′1″Đ / 47,83306°B 14,43361°Đ

### Bỉ
- Rừng Sonian
  - Khu bảo tồn rừng Joseph Zwaenepoel 50°45′23″B 4°24′59″Đ / 50,75639°B 4,41639°Đ
  - Grippensdelle A 50°46′54″B 4°25′36″Đ / 50,78167°B 4,42667°Đ
  - Grippensdelle B 50°47′1″B 4°25′57″Đ / 50,78361°B 4,4325°Đ
  - Khu bảo tồn rừng Ticton A 50°44′3″B 4°26′13″Đ / 50,73417°B 4,43694°Đ
  - Khu bảo tồn rừng Ticton B 50°43′37″B 4°25′51″Đ / 50,72694°B 4,43083°Đ

### Croatia
- Vườn quốc gia Paklenica
  - Suva-Klimenta 44°20′26″B 15°30′1″Đ / 44,34056°B 15,50028°Đ
  - Oglavinovac-Javornik 44°24′4″B 15°26′59″Đ / 44,40111°B 15,44972°Đ
- Nhóm núi Hajdučki và Rožanski thuộc Vườn quốc gia Bắc Velebit 44°45′59″B 15°00′39″Đ / 44,76639°B 15,01083°Đ

### Ý
- Vườn quốc gia Abruzzo, Lazio và Molise
  - Thung lũng Cervara 41°49′56″B 13°43′43″Đ / 41,83222°B 13,72861°Đ
  - Rừng Moricento 41°50′49″B 13°42′20″Đ / 41,84694°B 13,70556°Đ
  - Coppo del Morto 41°51′37″B 13°50′48″Đ / 41,86028°B 13,84667°Đ
  - Coppo del Principe 41°47′15″B 13°44′39″Đ / 41,7875°B 13,74417°Đ
  - Thung lũng Fondillo 41°45′15″B 13°53′9″Đ / 41,75417°B 13,88583°Đ
- Khu vực núi Cozzo Ferriero thuộc Vườn quốc gia Pollino 39°54′21″B 16°6′4″Đ / 39,90583°B 16,10111°Đ
- Rừng Umbra thuộc Vườn quốc gia Gargano 41°48′27″B 15°58′40″Đ / 41,8075°B 15,97778°Đ
- Núi Cimino 42°24′31″B 12°12′11″Đ / 42,40861°B 12,20306°Đ
- Monte Raschio thuộc Công viên tự nhiên vùng Bracciano-Martignano 42°10′25″B 12°9′40″Đ / 42,17361°B 12,16111°Đ
- Công viên tự nhiên Sasso Fratino thuộc Vườn quốc gia Foreste Casentinesi, Monte Falterona, Campigna 43°50′40″B 11°48′11″Đ / 43,84444°B 11,80306°Đ

### Rumani
- Vườn quốc gia Cheile Nerei-Beușnița 44°54′19″B 21°48′40″Đ / 44,90528°B 21,81111°Đ
- Rừng cổ Şinca 45°40′0″B 25°10′14″Đ / 45,66667°B 25,17056°Đ
- Rừng cổ Slătioara 47°26′36″B 25°37′39″Đ / 47,44333°B 25,6275°Đ
- Vườn quốc gia Cozia
  - Hẻm núi Cozia 45°19′54″B 24°19′32″Đ / 45,33167°B 24,32556°Đ
  - Lotrisor 45°17′43″B 24°15′33″Đ / 45,29528°B 24,25917°Đ
- Vườn quốc gia Domogled-Valea Cernei
  - Domogled-Coronini- Bedina 44°56′31″B 22°28′7″Đ / 44,94194°B 22,46861°Đ
  - Craiovei 45°6′31″B 22°34′41″Đ / 45,10861°B 22,57806°Đ
  - Ciucevele Cernei 45°14′40″B 22°49′23″Đ / 45,24444°B 22,82306°Đ
- Vườn quốc gia Groșii Țibleșului
  - Izvorul Șurii 47°32′59″B 24°11′9″Đ / 47,54972°B 24,18583°Đ
  - Preluci 47°32′5″B 23°13′13″Đ / 47,53472°B 23,22028°Đ
- Izvoarele Nerei thuộc Vườn quốc gia Semenic-Cheile Carașului 45°7′21″B 22°3′59″Đ / 45,1225°B 22,06639°Đ
- Vườn quốc gia Strîmbu Băiuț 47°37′33″B 24°4′23″Đ / 47,62583°B 24,07306°Đ

### Slovenia
- Rừng Krokar thuộc Khu bảo tồn Rừng của Đức Mẹ Đồng Trinh 45°32′31″B 14°46′8″Đ / 45,54194°B 14,76889°Đ
- Khu bảo tồn rừng Snežnik – Ždrocle 45°35′5″B 14°27′19″Đ / 45,58472°B 14,45528°Đ

### Tây Ban Nha
- Công viên tự nhiên Sierra Norte de Guadalajara (Rừng sồi Tejera Negra)
- Rừng sồi Montejo
- Rừng Irati (thuộc Khu bảo tồn Lizardoia Integral)
- Rừng sồi tại Khối núi Larra-Belagua (bao gồm Rừng sồi Lizardoia và Khu bảo tồn tự nhiên Aztaparreta)
- Ayllón (Rừng sồi Cuesta Fría)
- Vườn quốc gia Picos de Europa (Khu vực bảo tồn Canal de Asotín)

### Bắc Macedonia
- Phân khu Sông Dlaboka thuộc Vườn quốc gia Mavrovo

### Ba Lan
- Rừng sồi nguyên sinh thuộc Vườn quốc gia Bieszczady

### Thụy Sĩ
- Rừng sồi tại Thung lũng Lodano
- Rừng sồi Bettlachstock

### Bosna và Hercegovina
- Khu bảo tồn Pliva, Janj và Janjske Otoke

### Pháp
- Khu dự trữ sinh học nghiêm ngặt tại Mont Aigoual
- Chapitre- Petit-Buech
- Rừng Fontainebleau
- Massane và Moixoses
- Khu bảo tồn thiên nhiên Py-Pas de Rotja
- Sainte-Baume
- Saint-Pé-de-Bigorre
- Sylve d'Argenson

## Hình ảnh

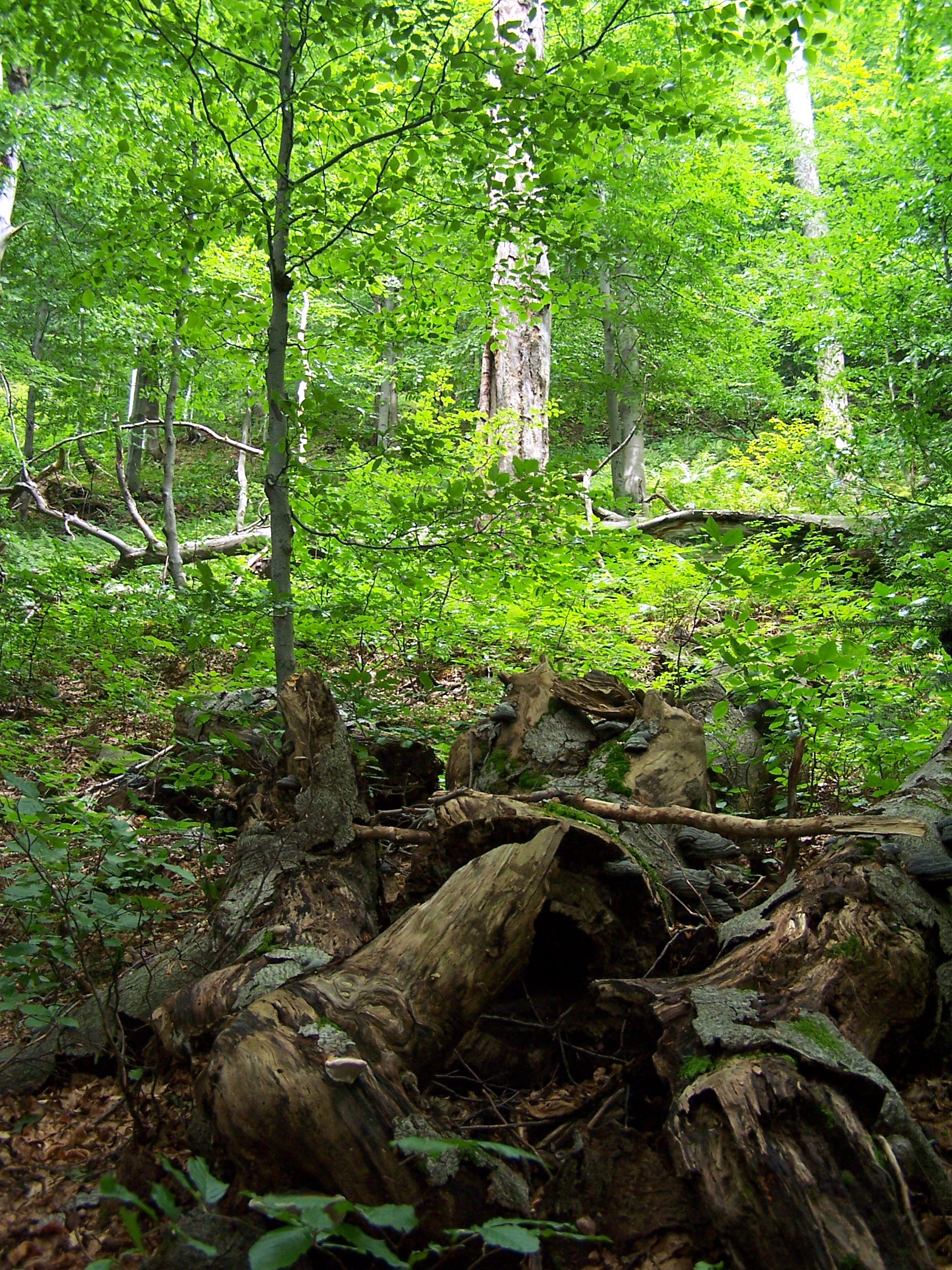
Rừng Stuzica
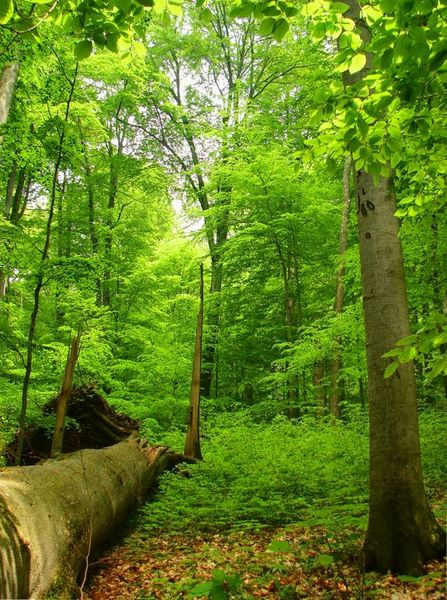
Havešová
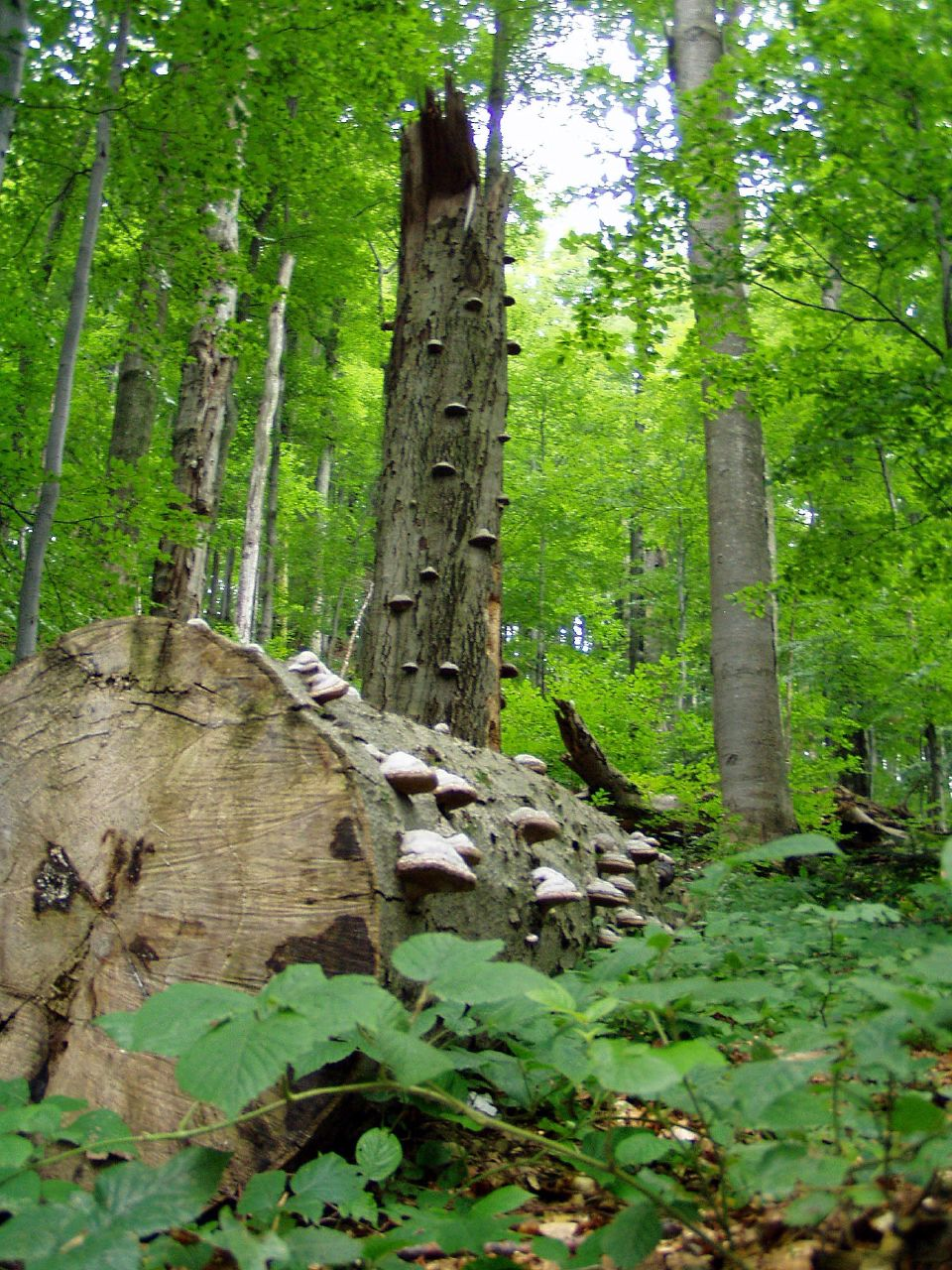
Stužica
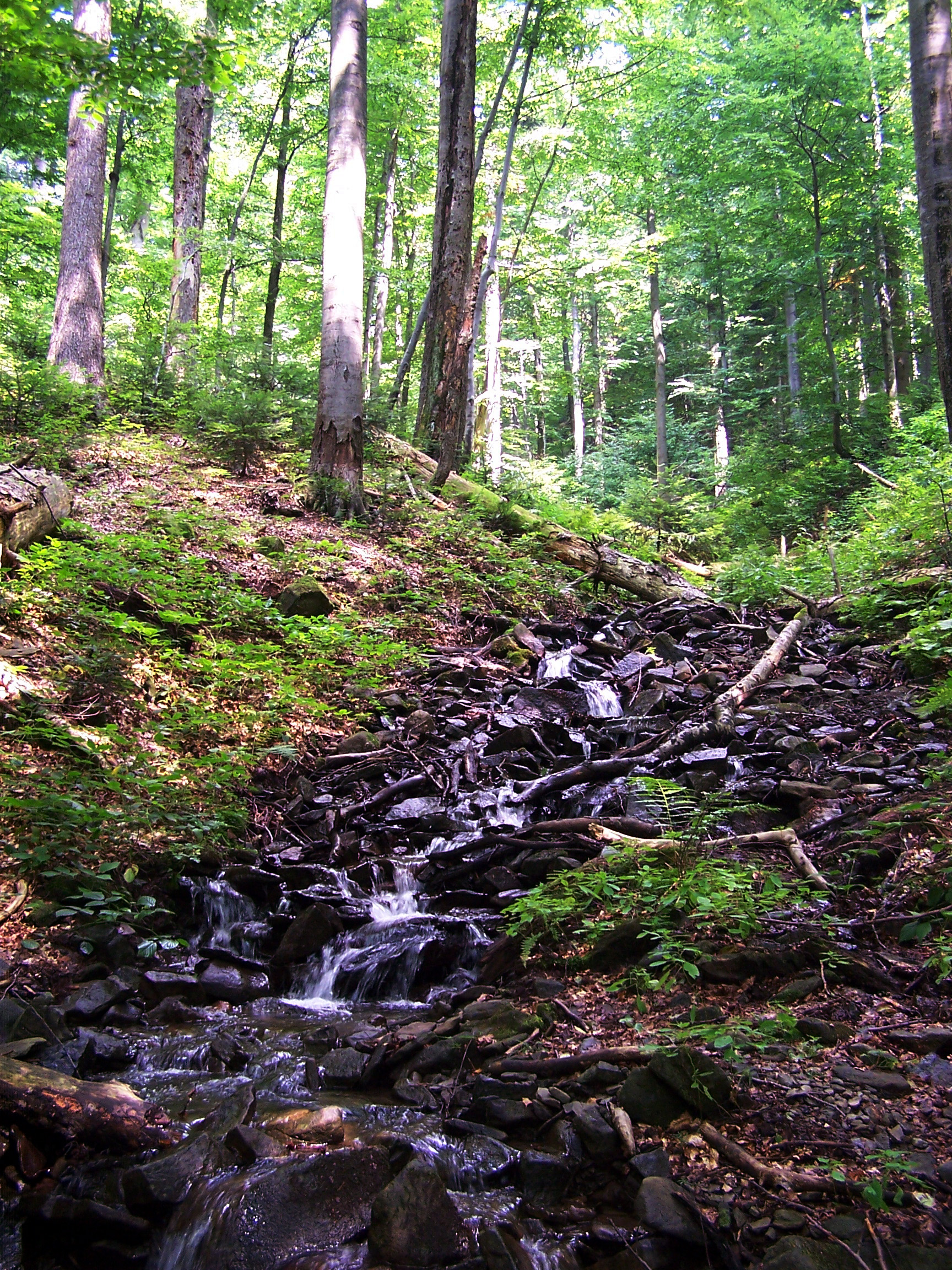
Dòng suối nhỏ tại Stužica
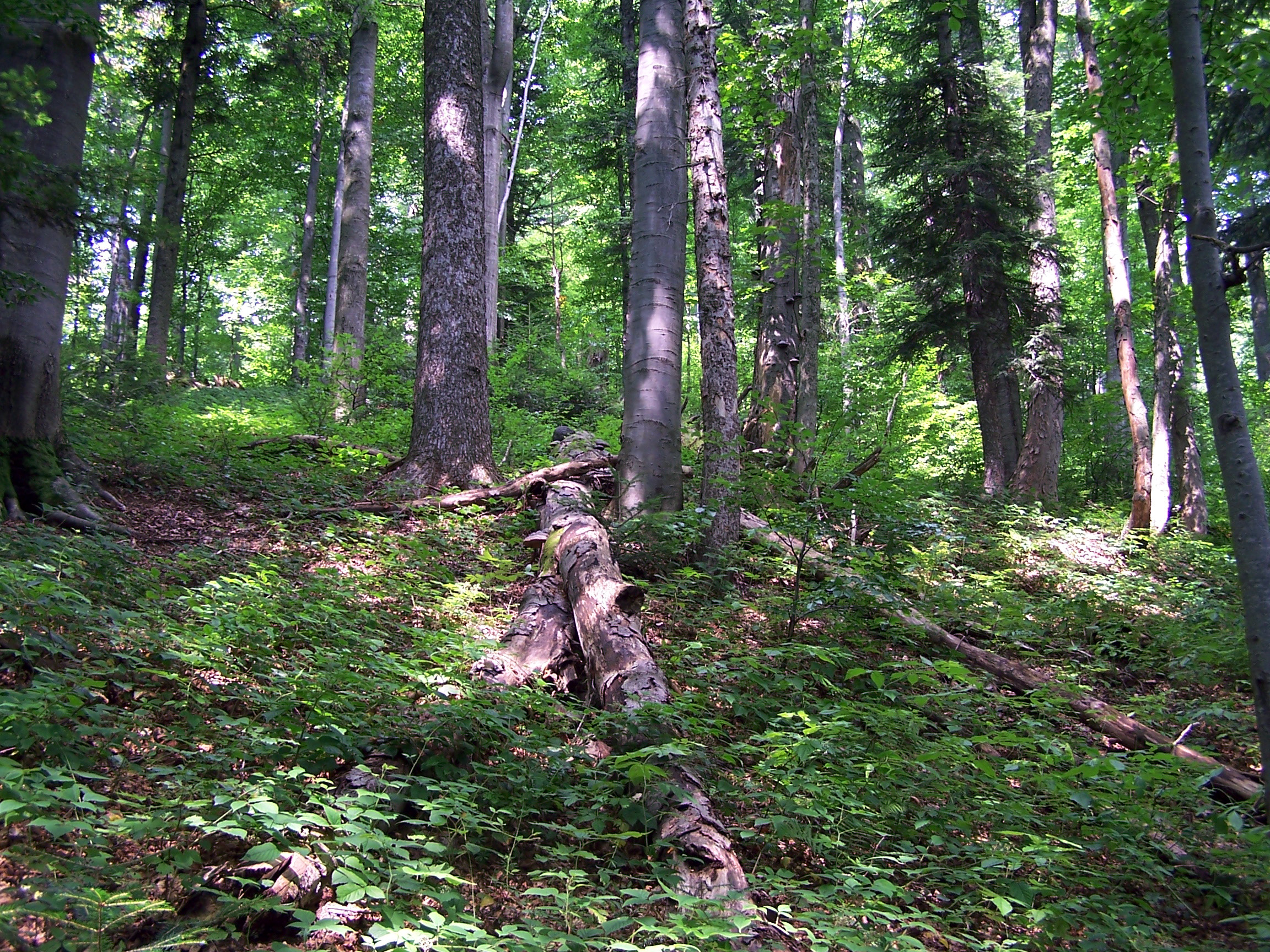
Stužica